# Amar pelos Dois
"Amar pelos Dois" é uma canção interpretada pelo cantor português Salvador Sobral, que representou Portugal no Festival Eurovisão da Canção 2017, em Kiev, Ucrânia, depois de ganhar o Festival RTP da Canção 2017, com vinte e dois pontos (dez do televoto e doze do júri regional).
Foi lançada em descarga digital a 10 de março de 2017 pela editora Sons em Trânsito. A música e letra são de autoria de Luísa Sobral (irmã de Salvador), com arranjos de Luís Figueiredo.
A canção foi apresentada na primeira semifinal do Festival Eurovisão da Canção, a 9 de maio de 2017, tendo sido uma das selecionadas para a final do certame. A 13 de maio de 2017, a canção sagrou-se campeã do Festival Eurovisão da Canção com a atribuição da votação máxima (doze pontos) por parte dos júris de dezoito países e pelos telespetadores de doze países, assim como com a maior pontuação de sempre da história do festival (758 pontos), fazendo com que Portugal obtivesse a sua primeira vitória no concurso. Portugal deixou, assim, de ser o país representado há mais tempo no concurso (a estreia aconteceu em 1964) que nunca havia obtido uma vitória. Até então, o melhor resultado obtido por representantes de Portugal havia acontecido em 1996, com o sexto lugar de Lúcia Moniz e o tema "O Meu Coração não Tem Cor".
Foi a primeira vez que uma canção em português a vencer o festival, sendo que uma canção cantada noutra língua que não o inglês já não vencia o certame desde 2007; a última a fazê-lo tinha sido o tema "Molitva", da cantora Marija Šerifović, que representou a Sérvia.
Tanto Salvador como Luísa Sobral receberam prémios Marcel Bezençonː a Salvador foi atribuído o Prémio Artístico e a Luísa o Prémio de Composição. Desde a edição de 2014 do Festival da Eurovisão que uma canção não recebia estes dois prémios, quando o tema "Calm After the Storm", do duo neerlandês The Common Linnets, arrecadou os mesmos dois galardões.
Durante a atuação final, depois de anunciada a vitória de "Amar pelos Dois", Luísa Sobral cantou a canção com o irmão.
A canção é o tema do genérico da telenovela Tempo de Amar, da TV Globo.

## Faixas
| Descarga digital |                   |         |  |
| N.º              | Título            | Duração |  |
| 1.               | "Amar pelos Dois" | 3:05    |  |

## Lista de posições - tabelas semanais
| Lista (2017)                                              | Melhor posição |
| --------------------------------------------------------- | -------------- |
| Portugal (AFP)                                            | 1              |
| Portugal (Billboard Portugal Digital Songs Sales)         | 1              |
| Islândia (RÚV)                                            | 1              |
| Finlândia (tabela de downloads)                           | 1              |
| Luxemburgo (Billboard Luxembourg Digital Songs Sales)     | 3              |
| França (SNEP)                                             | 4              |
| Grécia (Billboard Greece Digital Songs Sales)             | 5              |
| Países Baixos (Billboard Netherlands Digital Songs Sales) | 1              |
| Países Baixos (Single Top 100 - vendas e streaming)       | 35             |
| Suíça (Schweizer Hitparade)                               | 6              |
| World Digital Singles                                     | 7              |
| Hungria (Single Top 40)                                   | 8              |
| Euro Digital Songs                                        | 13             |
| Áustria (Ö3 Austria Top 40)                               | 22             |
| Bélgica - Flandres (Ultratop 50 Flanders)                 | 30             |
| Espanha (PROMUSICAE)                                      | 35             |
| Escócia - UK Singles Chart (Official Charts Company)      | 37             |
| Alemanha (Top 100 Singles)                                | 43             |
| Reino Unido - UK Singles Chart (Official Charts Company)  | 97             |

## Lista de posições - tabelas anuais
| Lista (2017)   | Melhor posição |
| -------------- | -------------- |
| Portugal (AFP) | 3              |

## Lançamento
| País   | Data                   | Formato          | Editora          |
| ------ | ---------------------- | ---------------- | ---------------- |
| Europa | 10 de março de 2017    | Descarga digital | Sons em Trânsito |
| Brasil | 26 de setembro de 2017 | CD               | Som Livre        |

## Versões
No dia seguinte à final do Festival Eurovisão da Canção de 2017, o vencedor da edição de 2009, Alexander Rybak, publicou no YouTube, em jeito de homenagem, uma versão em inglês de "Amar pelos Dois", com uma letra original (ao invés de uma simples tradução ou adaptação da letra original em português), acompanhado pelo seu violino. Também o cantor português Fernando Tordo, que representou Portugal no Festival da Eurovisão por duas ocasiões (a primeira em 1973, em nome próprio, e a segunda em 1977, integrado no grupo Os Amigo) apresentou uma versão da canção. Já o cantor espanhol Pablo Alborán publicou um vídeo no Instagram onde surgia a cantar um trecho de "Amar pelos Dois", homenageando Salvador Sobral.
O cantor, multi-instrumentista e produtor Alex VanTrue fez uma versão power metal da canção. Por seu lado, o produtor e multi-instrumentista Ricardo Vieira fez uma versão heavy metal do tema de Salvador Sobral.
A canção tornou-se viral, antes e depois da final do Festival Eurovisão da Canção, tendo sido apresentadas várias versões no YouTube, como as de estudantes da Ucrânia, de Espanha ou dos Colégios do Mundo Unido, que cantaram a canção em português.
O ator e humorista Miguel Lambertini e o humorista e youtuber Dário Guerreiro (conhecido como Mocê dum Cabréste) fizeram versões cómicas da canção. A versão do primeiro aborda a então possível vitória do Benfica na Primeira Liga no dia da final do Festival Eurovisão, vitória essa acabou por se concretizar, assim como a visita do Papa Francisco a Fátima nesse mesmo dia.

## Receção
A opinião geral relativamente a "Amar pelos Dois" revelou-se positiva. Antes da final do Festival Eurovisão da Canção 2017, os sítios de apostas atribuíam a canção o primeiro ou o segundo lugar na classificação final do concurso.
Celebridades como J. K. Rowling e Caetano Veloso elogiaram a canção, sendo que o cantor brasileiro desejou que "Amar pelos Dois" vencesse o certame eurovisivo. Veteranos do Festival da Canção, como a cantora Simone de Oliveira e o cantautor Tozé Brito, que fez parte do júri do Festival RTP da Canção 2017, também elogiaram "Amar Pelos Dois" e a vitória de Salvador.
No dia seguinte à final do Festival Eurovisão da Canção 2017, a canção chegou ao primeiro lugar do topo do sítio Last.fm, ou seja, nesse dia foi a faixa mais ouvida pelos utilizadores do sítio. Pouco mais de um dia depois da vitória portuguesa, no dia 15 de maio de 2017, o tema chegou ao topo da tabela Global Viral Top 50, do Spotify. Na semana posterior à final do Festival da Eurovisão, a canção chegou também à liderança do top Viral do Spotify no Reino Unido, Áustria, Suíça, Luxemburgo, Holanda, Noruega, Dinamarca, Espanha, Hungria, Islândia e Portugal. No que se refere também a essa contagem, chegou ao 2º posto na Austrália e Bélgica, ao 6º no Brasil e a 28º em Taiwan. No dia 14 de maio de 2017, foi igualmente a faixa mais descarregada no iTunes de Portugal, Espanha, Holanda, Finlândia, Grécia, Lituânia, Noruega, Suíça, Polónia e Suécia, ao que se acrescentou alguns dias depois o Luxemburgo.
"Amar pelos Dois" acabou por tornar-se a música portuguesa mais ouvida de sempre no Spotify, tendo atingido, no final de junho de 2017, o número de 1,1 milhão de reproduções em Portugal e de 6 milhões fora de Portugal. Antes disso, já se tinha tornado a música mais ouvida em 24 horas naquele serviço de streaming em Portugal e na Lituânia.
A 20 de maio de 2018, a canção venceu o Globo de Ouro de Melhor Música.